# Democrazia Europea
Democrazia Europea (Europäische Demokratie) war eine christdemokratische Partei in Italien, gegründet und geführt vom ehemaligen Gewerkschaftsführer Sergio D’Antoni (zuvor Generalsekretär des Gewerkschaftsbundes CISL von 1991 bis 2000).
Die Partei wurde offiziell am 11. Februar 2001 gegründet und es wurde eine gleichnamige Fraktion im Senat gebildet. Zehn Parlamentarier wurden Mitglied dieser Fraktion, darunter der Senator auf Lebenszeit und mehrfacher ehemaliger Ministerpräsident Giulio Andreotti und der ehemalige Minister Ortensio Zecchino.
Zu den Parlamentswahlen 2001 trat die Partei allein an, nicht als Teil einer der beiden großen Wahlbündnisse Ulivo und Casa delle Libertà. Sie errang dabei nur zwei Sitze im Senat und keinen in der Camera dei deputati.
Die Partei löste sich bereits am 6. Dezember 2002 wieder auf; sie ging zusammen mit CCD und CDU in der neu gegründeten christdemokratischen UDC auf und wurde damit Teil des von Silvio Berlusconi geführten Regierungsbündnisses.
Sergio D’Antoni hingegen wurde 2004 Mitglied der zum Ulivo gehörenden La Margherita - Democrazia è Libertà. Im Oktober 2004 wurde D’Antoni bei einer Nachwahl für den Ulivo in die Camera dei Deputati gewählt.